# デコピン
デコピンとは、対峙した相手の額を中指で弾く行為の総称である。デコパチ、デコパッチン、コンパチ、パチキなどとも表現される。

## 概要
デコピンでの中指の弾き方には数種類ある。
片手式
- 中指を内側に丸め親指で押さえ、中指に伸ばす力を精一杯込めた状態で相手の額を狙い、親指を離し中指を解き放ち、相手の額を弾く。

両手式丸め中指型
- 利き手の中指を内側に丸め、逆の手の指で押さえ、中指に伸ばす力を精一杯込めた状態で相手の額を狙い、親指を離し中指を解き放ち、相手の額を弾く。

両手式伸ばし中指型
- 利き手の掌を相手の顔に添えるように構え、力強く伸ばした中指の指先に逆の手の指先を引っ掛け、伸ばし押し出す力を精一杯込めた状態で手前に引っ張り相手の額を狙い、指を離し中指を解き放ち、相手の額を弾く。

両手式伸ばし中指型は、弾きどころが悪ければ相手が鼻から流血する危険を伴うため、相手の額をしっかり狙って弾くべきである。
大相撲では入門してからある程度時間が経過した力士が初めて丁髷を結った時にコンパチ（デコピン）を食らうというしきたりがある。
親方や兄弟子のところへ髷を結った報告に行くとコンパチを額に食らい、その際に鬢付油代という名目のご祝儀を貰う。

## デコピンを使用する二次キャラクター
漫画やゲームには、デコピンを格闘武術とするキャラクターがいる。
- 上杉美鳩（君が主で執事が俺で）
- 子供拳法の師匠（元祖!浦安鉄筋家族）
- 相楽左之助（るろうに剣心 -明治剣客浪漫譚-）
- 獅子獣六（マスカレード）
- フドウ（北斗の拳）
- ラパ・ヌイ（ONE PIECE）
- ラスプーチン(ワールドヒーローズ）
- 緑谷出久(僕のヒーローアカデミア)